# Ł

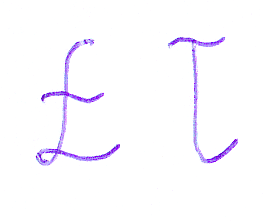
En la escritura manuscrita la ele con barra minúscula (ł) podría confundirse con una te minúscula (t), para evitar esto el trazo se escribe en el extremo superior

La ele con barra oblicua (mayúscula Ł, minúscula ł) es una letra de los alfabetos polaco, casubio, sórabo, vilamoviciano, łacinka (alfabeto latino bielorruso), navajo y véneto. Excepto en navajo, representa la continuación lejítica/eslava oriental de la no-palatal l protoeslava. En polaco el nombre de esta letra es «eɫ» que se pronuncia aproximadamente "eu".

## Uso en polaco
Apareció por primera vez en el siglo XVI en textos en polaco, para diferenciar la antigua L oscura (velarizada) de la L clara.
En polaco moderno, ł se pronuncia aproximadamente como /w/, como en hu en huevo o la u en un diptongo creciente; por ejemplo, en fuego. La manera más correcta de pronunciarse es la siguiente: tocamos con el labio inferior la parte delantera de los dientes como si fuéramos a decir una /v/ en inglés, pero sin decirla; luego se transforma en una /w/. En inglés encontramos el sonido en la w, como en were, will pero no en new o straw. Por otro lado, la antigua pronunciación se preserva en la parte más oriental de Polonia y entre la minoría polaca en Lituania, Bielorrusia y Ucrania.

## Otros usos
- En łacinka bielorruso, ł corresponde al cirílico л y se pronuncia normalmente /l/ (alveolar aproximante lateral; casi igual que l).
- En véneto, se usa para unificar las variedades del idioma y se puede pronunciar como l, como ë, o no pronunciarse. Por ejemplo: la palabra góndola, en véneto, se escribe góndoła, y se puede pronunciar góndola, góndoea o góndoa.
- En navajo, se usa para la alveolar lateral fricativa sorda (ɬ), como Ll en galés.

## Unicode
En Unicode sus códigos son asa 0x0141 y 0x0142.
| Carácter      | Ł                                  | Ł                                  | ł                                | ł                                |
| ------------- | ---------------------------------- | ---------------------------------- | -------------------------------- | -------------------------------- |
| Unicode       | LATIN CAPITAL LETTER L WITH STROKE | LATIN CAPITAL LETTER L WITH STROKE | LATIN SMALL LETTER L WITH STROKE | LATIN SMALL LETTER L WITH STROKE |
| Codificación  | decimal                            | hex                                | decimal                          | hex                              |
| Unicode       | 321                                | U+0141                             | 322                              | U+0142                           |
| UTF-8         | 197 129                            | C5 81                              | 197 130                          | C5 82                            |
| Ref. numérica | &#321;                             | &#x141;                            | &#322;                           | &#x142;                          |